# Amphipsylla tenuihama
Amphipsylla tenuihama är en loppart som beskrevs av Wu Houyong, Liu Quan et Ma Desan 1979. Amphipsylla tenuihama ingår i släktet Amphipsylla och familjen smågnagarloppor. Inga underarter finns listade i Catalogue of Life.